# 細川政賢
細川 政賢（ほそかわ まさかた）は、戦国時代の武将。摂津国中嶋郡の分郡守護。細川典厩家3代当主。

## 生涯
細川政国の子、あるいは和泉下守護家（細川持久か）からの養子。阿波守護家の細川義春の娘との間に、足利義澄より偏諱の授与を受けた細川澄賢（すみかた、子に細川晴賢）がいる。また、娘が細川高国に嫁いで稙国を生んだ。
明応4年（1495年）、父が死去した為に家督を継ぎ、分家の野州家の細川政春と共に本家である京兆家当主・政元を助けている。永正4年（1507年）の政元暗殺に際しては、政元の養子の1人である細川高国（政春の子で、政賢の娘婿）、淡路守護家の細川尚春と共に政元を暗殺した香西元長・薬師寺長忠、彼らが擁立した細川澄之を襲撃した（永正の錯乱）。この際に政賢は香西元長攻略を担当し、これを討っている。その後は帰洛した政元の養子の1人である細川澄元を京兆家当主に迎えた。澄元は細川義春の子であり、政賢の妻とは兄弟関係にあった。
永正5年（1508年）に高国が澄元を追って前将軍・足利義尹（義材・義稙）を迎えると、同年末頃に京都を離れて澄元のもとに参じている。政賢が離反した後、典厩家は永正6年（1509年）正月迄には高国の従兄弟である細川尹賢が継いだ。
永正8年（1511年）、澄元派の先陣の大将として和泉上守護家の細川元常・山中為俊（遠江守）らを率い、京都を目指して和泉国に上陸した。これに細川尚春や赤松義村が援軍を出し、畠山義英は遊佐就盛（印叟）を発した。始め摂津・河内国などで優位にことを進めたが、尚春の淡路衆が7月に摂津兵庫口で敗退し、赤松勢は摂津伊丹城攻めにかかりきりとなった。そして、8月に澄元擁立の前将軍・足利義澄が急死したことも影響してか、8月末に船岡山合戦で敗れている。元常は逃れたが、政賢を始めとして遊佐就盛・山中為俊・奉行衆の松田頼亮らが戦死した。
なお、高国側陣営では典厩家は尹賢、藤賢と受け継がれたが、政賢死後に実子の澄賢が澄元の後継者の細川晴元を補佐する人物として登場しており、澄賢の子の晴賢も江口の戦いで晴元の支援する三好政長側について戦っている。

## 系譜
- 父：細川政国（1428-1495）
- 母：不詳
- 室：細川義春娘
  - 男子：細川澄賢（?-1521）
- 生母不明の子女
  - 女子：細川高国室
- 養子
  - 男子：細川尹賢（?-1531） - 細川春倶の子